# Senecio hesperidum
Senecio hesperidum là một loài thực vật có hoa trong họ Cúc. Loài này được Jahand. & al. miêu tả khoa học đầu tiên năm 1931.